# Ma pire angoisse
Ma pire angoisse est un programme court humoristique français de 58 épisodes de 1 à 8 minutes environ créé par le comédien Romain Lancry et le réalisateur Vladimir Rodionov, coproduit par Les Improductibles et diffusé depuis le 23 septembre 2014 sur Canal+, dans Le Before du Grand Journal aux alentours de 18h30.
La série atteint plus de 30 millions de vues sur YouTube. Une saison 2 a été produite en 2016 et diffusée sur Comédie+ et Canalplay.

## Synopsis
La série regroupe 48 épisodes dans la 1re saison et 10 épisodes plus longs dans la 2e saison. Elle suit le quotidien de Romain, trentenaire parisien. On a tous deux ou trois angoisses qui nous pourrissent la vie. Lui, il les a toutes.

## Fiche technique
- Titre : Ma pire angoisse
- Société de production : Les Improductibles, Kaly Productions
- Société(s) de distribution (pour la télévision) : Canal+
- Format : HD 1920X1080, couleur
- Pays d'origine :  France
- Langue : français
- Genre : Programme court comique
- Durée : de 1 à 5 minutes

### Équipe
- Réalisation : Vladimir Rodionov
- Auteurs : Romain Lancry, Vladimir Rodionov, Maxime Govare, Julien Rizzo, Avril Tembouret, Julien Josselin, Varante Soudjian, Philippe Naas, Stephen Cafiero
- 1er Assistant Réalisateur : Frédéric Lambierge, Jennifer Peyrot
- Chef opérateur : David Tabourier
- Cadreur : Ugo Tsvetoukhine
- 1er assistant OPV : Bérenger Brillante
- Scripte : Gaëlle Gauthier
- Ensemblière : Surya Gaye
- Accessoiriste : Fabien Corée
- Stylisme : Stéphane Hardy, Priscillia Desault
- Habilleuse : Hélène Leclerc
- Maquillage : Nora Miladi, Emma Franco
- Régisseur : Romain Cordonnier
- Ingénieur du son : Miguel Dias
- Chef Monteuse : Delphine Guilbaud
- Effets-spéciaux : David Tabourier
- Chef électricien : Richard Valentini
- Machiniste : Raphaël Drouhot
- Producteur : Renaud Chélélékian
- Producteur exécutif : Maxime Govare

## Distribution

### Acteur principal
- Romain Lancry : Romain

### Acteurs récurrents
- Julie de Bona : Noémie
- Anne Loiret : Frédérique, Employeuse de Romain
- Julien Pestel : Frédo
- Muriel Combeau : Mère de Romain
- Romain Vissol : Stéphane
- Constance Labbé : Alice
- Célia Rosich : Léa
- Nabiha Akkari : Nora

### Invités
- Aude Pépin : la kiné
- McFly et Carlito : les cambrioleurs
- Pascal Demolon : le SDF
- Kemar : un des agresseurs de Léa
- Tatiana Werner : la sœur de Romain
- Greg Romano : un humoriste
- Sabine Pakora : la douanière
- Julien Josselin : Julien, le stagiaire
- Melha Bedia : la cliente dans une boutique
- Didier Flamand : le père de Noémie
- Frédérique Tirmont : la mère de Noémie
- Antoine Schoumsky : un invité à une soirée
- Justine Le Pottier : une invitée à une soirée
- Greg Guillotin : un ami de Romain trop bavard
- Nicolas Berno : un potentiel employeur handicapé
- Tomer Sisley : lui-même
- Thomas VDB : une conquête de Noémie
- Vérino : l'agent immobilier
- Aude Gogny-Goubert : une aventure de Romain
- Félicien Juttner : le conseiller Pôle Emploi
- Lucien Maine : un chauffeur de Taxi
- Adrien Ménielle : Igor, un invité au festival de Cannes
- Loup-Denis Elion : un ami de Romain
- Élie Semoun : le médecin
- David Salles : la conscience de Romain
- Thierry Beccaro : lui-même
- Jamy Gourmaud : lui-même
- Benoit Blanc : un des policiers du rêve
- Vincent Tirel : un des policiers du rêve

## Épisodes

### Saison 1
| Numéro | Titre                            | Résumé |
| ------ | -------------------------------- | --- |
| 01     | L'inconnu                        | Ma pire angoisse, c’est de croiser un mec que je suis censé connaître mais que en fait, je sais pas qui c'est.                                   |
| 02     | Léa                              | Ma pire angoisse, c’est de draguer une fille dans un bar, et de me rendre compte que c'est la collègue de ma meuf.                               |
| 03     | L'érection                       | Ma pire angoisse, c’est d’avoir un début d'érection pendant que je me fais masser chez le kiné.                                                  |
| 04     | Les Casseurs Flowters            | Ma pire angoisse, c’est de dire que je connais un truc alors que je le connais pas, et je sais pas du tout pourquoi j'ai dit que je connaissais. |
| 05     | Le bruit suspect                 | Ma pire angoisse, c’est d’être réveillé par un bruit suspect et que ma meuf me force à aller voir.                                               |
| 06     | Le taxi                          | Ma pire angoisse, c’est de perdre mon porte-feuille le jour où il faut surtout pas que je perde mon porte-feuille.                               |
| 07     | Le SDF                           | Ma pire angoisse, c’est de donner 1 euro à un SDF et qu’il veuille devenir mon meilleur ami.                                                     |
| 08     | L'anniversaire                   | Ma pire angoisse, c’est de réaliser à 20h30 que c'est l’anniversaire de ma meuf.                                                                 |
| 09     | L'agression                      | Ma pire angoisse, c’est que la fille avec qui je suis se fasse siffler par des connards qui font deux têtes de plus que moi.                     |
| 10     | Ma sœur                          | Ma pire angoisse, c’est de réclamer de l'argent que j'ai prêté à quelqu’un qui a « oublié » de me le rendre.                                     |
| 11     | La douane                        | Ma pire angoisse, c’est de passer la douane avec du shit alors que j'ai jamais fumé de ma vie.                                                   |
| 12     | Le comique                       | Ma pire angoisse, c’est qu’un comique me fasse monter sur scène pour se foutre de ma gueule.                                                     |
| 13     | Le stagiaire                     | Ma pire angoisse, c’est qu’on embauche mon stagiaire qui est bien meilleur que moi.                                                              |
| 14     | La sex tape                      | Ma pire angoisse, c'est que ma sex tape se retrouve sur Internet.                                                                                |
| 15     | Le racisme                       | Ma pire angoisse, c’est de passer pour gros un raciste… alors que pas du tout en fait.                                                           |
| 16     | Le fantasme                      | Ma pire angoisse, c'est de coucher avec une fille beaucoup trop décomplexée pour moi.                                                            |
| 17     | L'enterrement                    | Ma pire angoisse, c’est de devoir donner pour la quête et d'avoir qu'un billet de 50 euros.                                                      |
| 18     | Facebook                         | Ma pire angoisse, c’est de me faire gauler par ma meuf à cause de Facebook.                                                                      |
| 19     | Spécial Noël                     | Ma pire angoisse, c'est de passer Noël chez les parents de ma meuf, sans ma meuf.                                                                |
| 20     | La soirée où je connais personne | Ma pire angoisse, c’est être dans une soirée et de connaitre personne.                                                                           |
| 21     | "Faut qu'on parle..."            | Ma pire angoisse, c’est que ma meuf, qui est pas vraiment ma meuf, ait un truc à me dire.                                                        |
| 22     | La rupture                       | Ma pire angoisse, c’est de devoir larguer ma meuf alors que je suis très très mauvais en larguage de meufs.                                      |
| 23     | Le handicapé                     | Ma pire angoisse, c’est d'être garé sur une place handicapé alors que mon recruteur est en chaise roulante.                                      |
| 24     | Spécial César                    | Ma pire angoisse, c’est de me faire piquer ma meuf par un mec contre lequel je peux pas lutter.                                                  |
| 25     | La fête                          | Ma pire angoisse de toute la vie, c'est de me retrouver dans la même soirée avec mes deux meufs.                                                 |
| 26     | Le SMS compromettant             | Ma pire angoisse, c'est d’envoyer le SMS qu'il fallait pas envoyer à la personne qui aurait jamais dû le recevoir.                               |
| 27     | Le rival                         | Ma pire angoisse, c'est de devoir vivre chez ma meuf alors que c'est plus ma meuf.                                                               |
| 28     | La vie sexuelle de ma mère       | Ma pire angoisse, c'est d’entendre ma mère faire l'amour.                                                                                        |
| 29     | L'alcool                         | Ma pire angoisse, c’est d’être complètement bourré à une soirée de boulot.                                                                       |
| 30     | Le logement                      | Ma pire angoisse, c’est d’avoir un coup de bol inexpliqué.                                                                                       |
| 31     | Spécial rencontres sur Internet  | Ma pire angoisse, c’est qu’elle ne ressemble pas du tout aux photos, mais pas du tout.                                                           |
| 32     | Pôle Emploi                      | Ma pire angoisse, c’est que Pôle Emploi me trouve un boulot alors que je veux profiter de mes allocs pour faire un break au soleil.              |
| 33     | Spécial OM-PSG - Mon ex          | Ma pire angoisse, c’est que ma seule chance de récupérer mon ex m’oblige à louper l'OM-PSG.                                                      |
| 34     | Le médecin                       | Ma pire angoisse, c’est que mon médecin fasse cette tête-là.                                                                                     |
| 35     | Le dilemme                       | Ma pire angoisse, c’est d’être obligé de faire un choix.                                                                                         |
| 36     | Le mannequin                     | Ma pire angoisse, c’est de me retrouver au lit avec une meuf comme ça.                                                                           |
| 37     | La police                        | Ma pire angoisse, c’est de me faire arrêter par les flics avec un pote complétement bourré.                                                      |
| 38     | Le départ                        | Ma pire angoisse, c’est d’avoir le sentiment d’avoir oublié un truc, mais je ne sais pas du tout quoi.                                           |
| 39     | Spécial Cannes                   | Ma pire angoisse, c’est de ne pas pouvoir rentrer dans LA soirée de Cannes où il faut absolument rentrer.                                        |
| 40     | Le doute                         | Ma pire angoisse, c’est d’être attiré par un pote alors que je suis hétéro… enfin, je crois ?                                                    |
| 41     | Le voleur                        | Ma pire angoisse, c’est de me faire voler mon portable par un type et de réussir à le rattraper.                                                 |
| 42     | Alice                            | Ma pire angoisse, c’est la fête des voisins. |
| 43     | La menace                        | Ma pire angoisse, c’est d’être coincé dans un cauchemar et de ne pas réussir à en sortir.                                                        |
| 44     | La friendzone                    | Ma pire angoisse, c’est d’être bloqué dans la friendzone depuis trois semaines.                                                                  |
| 45     | L'alibi                          | Ma pire angoisse, c’est que mon pote me demande de lui servir d’alibi.                                                                           |
| 46     | Maman                            | Ma pire angoisse, c’est de faire un lapsus beaucoup trop révélateur.                                                                             |
| 47     | New-York                         | Ma pire angoisse, c'est de m'engager à ce point là.                                                                                              |
| 48     | L'accident                       | Ma pire angoisse, c'est de me rendre compte beaucoup trop tard que la vie est beaucoup trop courte.                                              |

### Saison 2
| Numéro | Titre                   | Résumé                                                                         |
| ------ | ----------------------- | ------------------------------------------------------------------------------ |
| 01     | Le cimetière            | Ma pire angoisse, c'est d'arriver en retard à un enterrement.                  |
| 02     | Rendez-vous dans 10 ans | Ma pire angoisse, c'est de revoir mes anciens camarades de promo 10 ans après. |
| 03     | Emilio                  | Ma pire angoisse, c'est de faire une crise de panique à Manhattan.             |
| 04     | L'examen                | Ma pire angoisse, c'est de tomber malade dans un pays étranger.                |
| 05     | La triche               | Ma pire angoisse, c'est de retourner vivre chez sa mère.                       |
| 06     | La surprise             | Ma pire angoisse, c'est que ma meuf ait oublié de me dire un truc important.   |
| 07     | La planque              | Ma pire angoisse, c'est de pas savoir à quoi ressemble mon père.               |
| 08     | Le message              | Ma pire angoisse, c'est de passer à côté de la femme de ma vie.                |
| 09     | Berlin                  | Ma pire angoisse, c'est de tourner la page.                                    |
| 10     | L'arrestation           | Ma pire angoisse, c'est de rater un rendez-vous important.                     |